# Cymeon X
Cymeon X – poznański zespół muzyczny wykonujący hardcore punk powstały w 1991 roku.
Jest uważana za pierwszą formację reprezentującą ruch straight edge w Polsce. Nazwa grupy pochodzi od tytułowego bohatera książki Edmunda Niziurskiego pt. "Osobliwe przypadki Cymeona Maksymalnego". Grupa przestała istnieć w 1994 roku, kilkakrotnie próbowała się reaktywować, by w 2011 roku wydać nową płytę w pierwotnym składzie.

## Dyskografia
- Wygrać swoje życie (1992)
- Free your mind, free your body (1993)
- Live 1991-1994 (1997)
- Free your mind, free your body (2011) – reedycja
- Pokonać samego siebie (2011)[1]
- Animal friendly (2014)